# Ryōta Kuboniwa
Ryōta Kuboniwa (japanisch 久保庭 良太 Kuboniwa Ryōta; * 14. Oktober 2001 in der Präfektur Chiba) ist ein japanischer Fußballspieler.

## Karriere
Ryōta Kuboniwa erlernte das Fußballspielen in der Jugend von JEF United Ichihara Chiba sowie in der Universitätsmannschaft der Rikkyō-Universität. Am 17. Februar 2023 wurde er von der Universität an den Zweitligisten JEF United Ichihara Chiba ausgeliehen. Sein Zweitligadebüt für den Verein aus Ichihara gab Ryota Kuboniwa am 23. September 2023 (36. Spieltag) im Heimspiel gegen Vegalta Sendai. Bei dem 3:1-Erfolg wurde er in der 90.+5 Minute für den Brasilianer Mendes eingewechselt. Am 1. Februar 2024 unterschrieb er bei JEF United seinen ersten Profivertrag.